# Glenn Albert Black
Glenn Albert Black (Indianápolis, 18 de agosto de 1900 – Evansville, 2 de setembro de 1964) foi um arqueólogo norte-americano, autor e professor universitário em meio período que estava entre os primeiros arqueólogos profissionais a estudar continuamente os sítios pré-históricos em Indiana.

## Carreira
Black, um pioneiro e inovador no desenvolvimento de técnicas de pesquisa de campo de arqueologia, é mais conhecido por sua escavação de Angel Mounds, uma comunidade do Mississippi (1050-1450 d.C.) perto da atual Evansville, Indiana, que ele trouxe à atenção nacional. Angel Mounds foi designado um marco histórico nacional em 1964. Black era em grande parte autodidata e começou um trabalho sério em sítios arqueológicos em Indiana na década de 1930, antes que houvesse muitas oportunidades de treinamento em arqueologia nos Estados Unidos. Ele é considerado o primeiro arqueólogo profissional em tempo integral com foco na história antiga de Indiana e o único arqueólogo profissional no estado até a década de 1960. Durante sua carreira de trinta e cinco anos como arqueólogo em Indiana, Black também trabalhou como professor de meio período na Indiana University Bloomington de 1944 a 1960 e conduziu uma escola de campo no local de Angel durante os meses de verão.
As principais obras públicas de Black incluem "Excavation of the Nowlin Mound: Dearborn County Site 7, 1934-1935" (1936) e o estudo de dois volumes, Angel Site: An Archaeological, Historical and Ethnological Study (1967), que foi publicado postumamente. Black recebeu apoio financeiro e incentivo para seu trabalho de seu amigo, Eli Lilly. O Wabash College concedeu-lhe um título honorário de Doutor em Ciências em 1951. Black, membro fundador da Sociedade de Arqueologia Americana, serviu como presidente (1941–1942), vice-presidente (1939–1940) e tesoureiro (1947–1951). O Laboratório de Arqueologia Glenn A. Black, fundado em 1965 no campus da Universidade de Indiana em Bloomington, Indiana, foi nomeado em sua homenagem e dedicado em 21 de abril de 1971; continua a incentivar a pesquisa acadêmica, bem como preservar e exibir a história arqueológica de Indiana.

## Publicações selecionadas
- "A" is for axe ––: A "first reader" about some Indian artifacts. Indianapolis: Indiana Historical Society. 1958. OCLC 13288440[5]
- Angel Mounds Report. Indianapolis: Indiana Historical Society Press. 1964. OCLC 15337124
- (com James H. Kellar) (1967). Angel Site, An Archaeological, Historical and Ethnological Study. Indianapolis: Indiana Historical Society. OCLC 162754 2 volumes.
- Angel Site, Vanderburgh County, Indiana: An Introduction. Col: Prehistory Research Series, 5. 2. Indianapolis: Indiana Historical Society. 1944. pp. 451–521. OCLC 20104588[5]
- "An Archaeological Consideration of the Walam Olum" in Walam Olum or Red Score: The Migration Legend of the Lenni Lenape or Delaware Indians: A New Translation, Interpreted by Linguistic, Historical, Archaeological, and Physical Anthropological Studies. Indianapolis: Indiana Historical Society. 1954. pp. 292–348. OCLC 1633009[5]
- «Archaeological Survey of Dearborn and Ohio Counties, Indiana». Indianapolis: Indiana Historical Bureau. Indiana History Bulletin. 11 (7): 173–260. 1934. OCLC 15112627[5]
- «Archaeology of the Angel Mounds Site». Indianapolis. Indiana Academy of Science Proceedings. 50: 25–26. 1940[5]
- «The Archaeology of Greene County, Indiana». Indianapolis. Indiana History Bulletin. 10 (5). 1933[5]
- «The Cato Site––Pike County, Indiana». Indianapolis. Indiana Academy of Science Proceedings. 55: 18–22. 1945[5]
- Down Through the Years: A History of Newburgh Lodge No. 174, F. & A.M., Newburgh, Indiana: First Meeting Under Dispensation, June 6, 1854. Franklin, Indiana: Indiana Freemason. 1955. OCLC 18422429
- «Excavation of the Nowlin Mound: Dearborn County Site 7, 1934-1935». Indianapolis: Indiana Historical Bureau. Indiana History Bulletin. 13 (7): 201–342. 1936
- «An Indiana Archaeological Field School». Indianapolis. Indiana Academy of Science Proceedings. 58: 47. 1948[5]
- The Location of Fort Knox, Knox County, Indiana: A Report Prepared for Mr. John Biel, Chairman, Harrison Trail Commission. Bloomington, Indiana: [s.n.] 1959. OCLC 16973777
- (com Paul Weer) (1936). «Outlines Suggesting Classification Problems». Indianapolis. Indiana Academy of Science Proceedings. 45: 37–47[5]
- (com Paul Weer) (1936). «A Proposed Terminology for Shape Classification of Artifacts». American Antiquity. 1 (4): 280–94. JSTOR 275243. doi:10.2307/275243[5]
- (com Richard B. Johnston) (1962). «A Test of Magnetometry as an Aid to Archaeology». American Antiquity. 28 (2): 199–205. JSTOR 278378. doi:10.2307/278378[5]
- «Trait Complexes at the Angel Site». Proceedings of the Indiana Academy of Science. 51: 34–43. 1942[5]
- (com Richard B. Johnston) (1962). Two Graves in Warrick County, Indiana, near Angel Site. Col: Prehistory Research Series, 1. 4. Indianapolis: Indiana Historical Society. pp. 1–37. OCLC 2683303[5]